# Anton Mangstl
Anton Mangstl (* 1949 in Taufkirchen) ist ein deutscher Agrarwissenschaftler, er gilt als Spezialist für Agrarinformatik und Wissensmanagement und war Abteilungsdirektor bei der FAO in Rom sowie Prorektor an der Deutsch-jordanischen Universität (GJU) in Amman, Jordanien.

## Leben
Nach landwirtschaftlicher Ausbildung und Abschluss des Studiums an der Ingenieurschule für Landbau in Schönbrunn (Landshut), studierte Mangstl an der TU München Abteilung Weihenstephan Agrarwissenschaften, Fachrichtung Pflanzenproduktion. Nach
dem Diplom 1975 folgte 1978 die Promotion zum Dr. agr. Von 1978 bis 1989 arbeitete Mangstl als wissenschaftlicher Mitarbeiter bei Ludwig Reiner in Forschung und Lehre an einer großen Zahl innovativer Projekte.
Beispiele sind der Aufbau des Informationssystems für den Pflanzenbau (ISPLANZ), die Entwicklung von Planungs- und Prognosemodellen und die
Gründung der Gesellschaft für Informatik in der Landwirtschaft (GIL) im Jahre 1980. Die erste Station außerhalb der Universität führte ihn im Jahre 1989 nach Bonn als Direktor der Zentralstelle für Agrardokumentation und -information (ZADI).
Im Jahr 1996 erreichte ihn ein Ruf aus Rom als Abteilungsdirektor bei der Ernährungs- und Landwirtschaftsorganisation der Vereinten Nationen für die Bereiche Informations- und Wissensmanagement, e-learning und Capacity Building. In Anerkennung seiner internationalen Leistungen wurde ihm 2001 von der Nationalen Agraruniversität der Ukraine der Titel eines Professors h. c. verliehen.
Im Jahr 2011 nahm Mangstl den Ruf als Prorektor der German-Jordanian University in Amman an, er führte diese Tätigkeit bis zur Pensionierung im Juni 2016 aus.
Anton Mangstl ist verheiratet mit Sophie Mangstl.

## Ehrungen und Auszeichnungen
- 2001: Honorarprofessor der Nationalen Landwirtschaftlichen Universität der Ukraine (NUBiP)
- 2016: Aufnahme in die Bruderschaft von Santa Maria dell’Anima („Animabruderschaft“)